# Greenville Festival
Das Greenville-Festival war ein Musikfestival im Märkischen Ausstellungs- und Freizeitzentrum (MAFZ) von Paaren im Glien im Havelland.

## Geschichte
Das Festival fand 2012 das erste Mal statt und geplant war eine jährliche Veranstaltung. Insgesamt waren nach offiziellen Angaben 10.000 Musikfans zur Premiere gekommen. Das Festival fand an drei Tagen statt und hatte zwei Open-Air-Bühnen sowie eine Halle mit einer weiteren Bühne und einem durchgängigen DJ-Programm. Im Jahr 2013 wurde die Besucherzahl auf 20.000 geschätzt.
Der Festivalorganisator erwirtschaftete im Premierenjahr einen Verlust, es wurde jedoch ein Pachtvertrag für das Gelände auf zehn Jahre abgeschlossen, wobei ein erster Gewinn erst in einem der folgenden Jahre erwartet wurde.

### 2012
Beim ersten Greenville-Festival vom 27. bis 29. Juli 2012 spielten folgende Bands:
- Headliner: The Flaming Lips, Deichkind, The Roots, Scooter, Iggy & the Stooges
- 2:54, A, Abby, Benzin, Blockflöte des Todes, Bodi Bill, Callejon, Cro, Crutch, Deep Sea Diver, Deville, Dinosaurier Truckers, Dizzee Rascal, Donots, Egotronic, Eternal Tango, Evil Jared, Fuck Art, Let’s Dance!, Gemma Ray, Go Back to the Zoo, Gogol Bordello, Grande Roses, Haudegen, HGich.T, Kellermensch, Kilians, KMPFSPRT, Kettcar, Kyla la Grange, Kylesa, Mikroboy, O. Children, Olli Schulz, Play The Seeds, Punk’d Royal, Radio Dead Ones, Red Fang, Sebel, Selig, Supershirt, Talco, The Big Pink, The Kabbedies, The Picturebooks, The Real McKenzies, Triggerfinger, Turbonegro, We Invented Paris, We Were Evergreen, Willie Tanner, Wirtz, Young Rebel Set, Yuna, Zoe.Leela

### 2013
Das Greenville Festival 2013 fand vom 26. bis 28. Juli mit folgenden Bands statt:
- Headliner: Bloodhound Gang, Wu-Tang Clan, Nick Cave and the Bad Seeds, Katzenjammer
- Fall Out Boy, Frittenbude, The D.O.T., LaBrassBanda, Thees Uhlmann, Atari Teenage Riot, WestBam, Ohrbooten, The Inspector Cluzo, The Fog Joggers, 257ers, Findus, Aer, The Love Bülow, Sam, Kollektiv 22, Bonaparte, Jupiter Jones, Icona Pop, Alex Clare, Japandroids, Gentleman, Letzte Instanz, The Joy Formidable, Captain Planet, Maybeshewill, Saalschutz, Death Letters, The Thiams, Tim Vantol, Rider’s Connection, Grey Television, Kaiser Chiefs, Sophie Hunger, Tocotronic, Efterklang, Scala & Kolacny Brothers, Comeback Kid, Torche, Gemma Ray, Alex Hepburn, Brothers in Arms, Heisskalt, Tubbe, Willy Moon, Razz, Maximilian Hecker, Kvelertak

### 2014
2014 war das Open Air für die Tage vom 25. bis 27. Juli in Planung, wurde aber Anfang Juli bei der Verwaltung des Geländes und bei den Künstlern ohne Angabe von Gründen abgesagt, auch ohne vorerst die Öffentlichkeit und insbesondere Kartenkäufer zu informieren, wie eine Rückerstattung der bereits gekauften Tickets vonstattengehen solle. In Medien und sozialen Netzwerken wurde daraufhin über verschiedene Gründe der Absage spekuliert, da mit creative talent die Verantwortlichen des Festivals im Jahr 2013 auch in der Insolvenz des Omas Teich Festivals involviert waren und parallel zum Festival 2014 auch Tourneen von den Backstreet Boys und Snoop Dogg vom selben Veranstalter abgesagt wurden, die sie zwar unter anderen Firmierungen geplant hatten, für deren Absagen aber vorerst ebenfalls keine Gründe, keine öffentlichen Bekanntmachungen und keine Rückerstattungsregelungen publiziert wurden. Am 11. September 2014 gab der Veranstalter creative talent offiziell seine Insolvenz bekannt.